# Чобаногуллары
Чобаногуллары (осман. چوبان اوغللری‎, тур. Çobanoğulları) — анатолийский бейлик (эмират) со столицей в Кастамону, а также тюркская династия, основавшая его и правившая им в XIII веке.
Основателем династии и бейлика был Хусадеддин Альп Йорук (эмир Чобан), военачальник сельджукских султанов Кылыч-Арслана II, Кей-Кавуса I и Алаеддина Кей-Кубада I. Первое время после создания в конце XII века бейлик был уджем Конийского султаната, так же c середины XIII века он находился в зависимости от ильханов. Деятельность беев династии определялась местоположением бейлика. Располагая морскими портами, беи имели флот, вели морскую торговлю. Занимая территории, граничащие с византийскими, они совершали набеги на христианские земли. Бейлик прекратил существование в 1309 году, на его территориях был создан бейлик Джандарогулларов.

## История

### Основание бейлика. Чобан
Обстоятельства возникновения бейлика практически не отражены в хрониках своего времени, поскольку Кастамону удалён от политических центров. Регион под названием Пафлагония на северо-западе Анатолии подвергался набегам туркменских эмиров с конца XI века. В 1085 году Синопом, Кастамону и Чанкыры правил некоторое время некий эмир Каратегин. Возможно, он был одним из военачальников Сулеймана ибн Кутулмыш. В результате I Крестового похода Византия вернула себе эти города, и более века тюрки и греки сражались за них. Вероятно, во время правления Кылыч-Арслана II (1156—1192) Хусамеддин Чобан из огузского племени кайы захватил Кастамону и получил город и окрестности как икта от султана. Он был одним из самых высокопоставленных эмиров Алаеддина Кей-Кубада и по мнению некоторых исследователей — потомком эмира Каратегина. По словам Языджызаде Али, он был выдающимся беем. Ибн Биби писал, что Чобан «пытался поставить неверующих на колени», он был по словам Ибн Биби честный, щедрый, героически храбрый. Он был улубеем (старшим беем), а другие уджбеи приезжали к нему каждый год.
Дата основания бейлика не известна, но относится к концу XII века. Известно, что в 1211/12 году Чобан как бей Кастамону засвидетельствовал верность Кей-Кавусу (1211—1220). В конце XII — начале XIII тринадцатого века Чанкыры и Анкара из пограничных городов превратились в центры султаната. Почти весь XII век Чанкыры и Анкара управлялись младшими братьями султанов. В начале 1211 года Алаэддин Кей-Кубад восстал против брата султана. В период правления Кей-Кавуса Чобан совершал успешные набеги на византийские территории и принимал участие в кампании Кей-Кавуса против его брата Алаеддина Кей-Кубада. При этом Чобан ходатайствовал за Алаеддина когда Кей-Кавус окружил брата в Анкаре. Весной 1214 года Алаэддин сдался и в том же году Кей-Кавус захватил Синоп у Алексея Комнина. В 1219/20 году Алаэддин Кейкубад стал султаном и прошёл джюлюс в Кайсери. Прибыв в Конью, он вызвал к себе уджбеев. Самые сильные из них, Хусамеддин Чобан и Сейфеддин Кызыл, подчинились приказу и привезли дары: золото, серебро и рабов. Султан быстро оценил храбрость и ум Чобана.
Он назначил Чобана командующим морским походом на Судак, парализованный после монгольского набега в 1223 году. Чобан занял город и отправил к кыпчакскому хану и русским князьям послов с требованием повиновения. Кипчакский хан согласился подчиниться, прислав 5000 динаров и ценные подарки. Русские князья также отправили ценные подарки. Хусамеддин Чобан построил в Судаке мечеть, назначил кади, имамов и муэдзинов и вернулся в 1224 году в Анатолию. После Судакского похода сведений об эмире Чобане нет. Дата его смерти и место захоронения неизвестны.

### Подчинение монголам. Альп Юрек
Сменил Чобана его сын Альп Юрек. В произведении под названием «Кавайдур-ризаил», написанном в то время, Альп Юрек назван шехидом («мучеником», погибшим). Других данных в источниках об Альп Юреке нет, что позволяет предположить, что его правление было кратким. Возможно, произошло важное событие, в результате которого он погиб. Отсутствие сведений о бейлике в этот период может быть связано с политическим хаосом в Анатолии. Чобаногуллары, правившие в Кастамону, смогли продолжить своё правление после битвы при Кёсе-Даге в 1243 году, потому что подчинились монголам. Бейлик потерял и политическую, и экономическую независимость. В 1256 году Кастамону подчинялся бейлербею Тавташу, находившемуся в Конье. В 1256 или 1258 году регион перешёл к визирю Шамседдину Баба Туграи и принадлежал ему. По словам Аксараи (ум. 1332/33) в 1259 году область Кастамону была конфискована у Баба Туграи визирем Таджеддином Мутаззом, чтобы использовать доходы Кастамону для погашения государственного долга перед монголами. В 1271 году согласно документам Кастамону находился под управлением сына Перванэ. Относившийся к провинции Кастамону Османджик в 1271 году контролировался сельджукидо-монгольским правительством, поскольку известно, что визирь Фахреддин Али был заключён в тюрьму Османджика.

### Явлак Арслан
После Альпа Юрека эмиром Кастамону стал его сын «Мелик Музафферуддин» Явлак Арслан. Лакаб говорит, что он вёл священную войну против христиан. В источниках он упоминается с титулом Мелик уль-Умера, это означает, что бейлик Кастамону всё ещё существовал как удж. В источниках Явлак Арслан упоминается с 1280-х годов, так что он стал преемником своего отца до 1280 года. Примерно в 1280 году Явлак Арслан отразил византийское нападение на Синоп.
Известно, что сын Явлака Арслана некоторое время был заложником в Константинополе во времена Пахимера.
В тот же период времени сельджукский султан Иззеддин Кей-Кавус II бежал в Константинополь, где был заключён императором в Энез с одобрения монгольского правителя Хулагу. Вскоре Кей-Кавус с четырьмя сыновьями бежал и был доставлен в Крым. Один из его сыновей, Гияседдин Масуд, отправился в Анатолию через Синоп, чтобы захватить трон в Конье. Явлак Арслан сразу прибыл к Масуду и засвидетельствовал верность. Он также передал Масуду его ранее пойманного брата Рюкнеддина Гейюмерса. Явлак Арслан и Масуд вместе отправились к монгольскому бейлербею Анатолии Самагару, а затем к ильхану Абаке, который передал Масуду налоги от некоторых провинций Анатолии. В 1284 году Абака умер и ханом стал Текудер. Он разделил земли между двумя братьями-султанами — Гияседдином Кей-Хосровом III и Масудом II.
В 1284 году Аргун-хан стал новым ильханом, сместив и казнив Текудера. Он назначил сельджукским султаном одного Масуда II. Вместе с Масудом в Конью приехал Явлак Арслан. Финансы Масуд поручил уважаемому за знания и честность сыну Явлака Арслана, Ходже Насреддину (Пахимер называл его Настрацием). Монгольским бейлербеем Анатолии стал брат Аргуна Гайхату. Согласно анонимному «Сельджукнаме» Гайхату сказал Насреддину: «Ты был мюстевфи до сегодняшнего дня. Теперь ты становишься моим наибом [заместителем]. Все эмиры подчинятся тебе, и ты позаботишься, чтобы волк и ягнёнок вместе пили воду». Насреддин справедливо назначал налоги, говорили, что он «возродил период Мюинуддина Перване». В 1291 году Гейхату стал ильханом и покинул Анатолию. Однако после отъезда Гайхату активизировались Хамидогуллары, Эшрефогуллары, и Караманогуллары. Воспользовавшись тем, что султан Масуд жил в Кайсери, они совершали рейды в окрестности Коньи. На севере к мятежу присоединились Чобаногуллары. Они всегда были на стороне сельджукско-монгольской администрации, это был первый раз, когда они выступили против султана и ильхана. Явлак Арслан принял прибывшего в Кастамону Кылыч Арслана, брата Кей Кавуса. Кылыч Арслан объявил себя султаном, а Музафферуддина Явлака Арслана своим атабеком. После этого Гайхату отправил против них войско под командованием Масуда II. Борьба между Явлак Арсланом и Масудом II описана у Аксарайи и Пахимера. Масуд был разбит в первой же битве и взят в плен после он оказался в Константинополе со своей семьей.
В 1292/93 году Шемседдин Яман Джандар одержал победу над Кылыч Арсланом, после чего Масуд вернулся. Явлак Арслан отказался от борьбы и явился к Масуду с семьёй, принеся извинения и подчинившись. Масуд II принял его, но не простил и вскоре приказал убить его и его семью. Пахимер описал это так: "он [Явлак Аслан], взяв с собою детей, вместе с большой [свитой] пришёл к врагу под видом просителя. А тот [Масуд], продолжая сердиться за прежнее и отнюдь не оставив злобы, принял дары; однако он уготовил ужасное несчастие. <…> По данному им знаку они [охранники] тотчас ворвались и устроили ему [Явлак Арслану] и его детям кровавый пир. ". Аксараи ошибочно писал, что «Музафферуддин Явлак Аслан был убит Кылыч Арсланом, потому что был эмир-и джандаром султана Месуда».
Сын Явлака Арслана Али решил отомстить Масуду, во время боя Масуд упал с лошади и Али убил его.

### Сыновья Явлака Арслана
В 1293 или 1295 году Ильхан Гайхату передал владения Явлака Арслана — Кастамону и его окрестности — Шемседдину Яману Джандару . Сын Явлака Арслана Хусамеддин Махмуд-бей не собирался отказываться от бейлика. Когда эмир Джандар скончался, он решил вернуть наследие отца, вторгся в Кастамону и занял его. Сопоставление источников позволяет отождествить Махмуда и Насреддина. Брат Насреддина, Али, занимался набегами на византийские земли. Явлака Арслана (и Али) Пахимер называл Амурий. Историки, безусловно, признают, что Амурий — это перевод арабского имени Умур на греческий язык. Али-Умур захватил земли до реки Сакарья, так что Григора писал, что «Пространство от реки Сангария до Пафлагонии разделили между собою дети Амурия». В 1302 году Али-бей подписал мирный договор с Византией. Лишь после прекращения набегов Али-бея (Амурия) на византийские земли, начались набеги Османа. Пахимер писал, что Осман-бей подчинялся эмиру Кастамону с 1291 года и от него перенял лидерство. Али поддержал Османа-бея в битве при Бафии и этим сыграл важную роль в укреплении Османского бейлика, потому что Осман смог дойти до Никомедии. В 1304 году Али просил императора предоставить ему долину между Сангарием и Никомедией. Жена Османа Мал-Хатун, согласно дарственной Орхана Гази 1324 года дервишскому монастырю, была дочерью некоего Омера-бея, которым мог быть Али-Амурий (Умур).
Брат Али, Махмуд-бей, правил в Кастамону недолго. Сын Джандара, Сулейман I, отступил в Эфлани для сбора сил. 16 июля 1309 года  он внезапно совершил набег на Кастамону, захватил город и убил Махмуда-бея в его дворце. После того, как Сулейман-паша утвердился в Кастамону, некоторое время Али-бей Чобанид владел Гёйнюком, Мудурну и окрестностями в направлении реки Сакарья.

## Культура
Кастамону был научным и культурным центром. Эмиры, особенно Хусамеддин Чобан, покровительствовали учёным людям, поэтому многие учёные, мыслители и художники приезжали в Кастамону из Средней Азии, Ирана и Ирака. Кутбуддин-и Ширази приезжал в Кастамону и посвятил свою книгу по астрономии под названием İḫtiyârât-ı Muẓafferîr Явлаку Арслану. Мухаммад бен Махмуд посвятил ему труд о религиозных сектах на персидском языке, а Хасан бен Абдулмумин аль-Хойи составил книгу об эпистолирном жанре под названием Muhammed el-Hatîb. Также Хасан бен Абдулмюмин написал книгу под названием Ḳavâʿidü’r-resâʾil с посвящением эмиру Махмуду. Это означает, что эмиры Чобаногулларов пользовались уважением.

## Список правителей
- Хусамеддин Чобан
- Альп Юрек (?—1284) сын Ч.
- Музаффереддин Юлук-Арслан (1284—1291) сын А.-Ю.
- Насреддин Махмуд (1291—1309) сын М.